# フジネットワーク
フジネットワーク（英: Fuji Network System、略称：FNS）は、キー局のフジテレビジョンを中心に、全国28社が加盟する日本の番組供給ネットワークである。2つあるフジテレビ系列のうちの1つ。
報道取材・編集・放映はFNS全28社の報道部門が構成する「フジニュースネットワーク（FNN）」が担っている。

## 概説
1959年3月に開局したフジテレビジョンは、同年6月に関西テレビ放送、東海テレビ放送、九州朝日放送の4社間（締結当初、東海テレビ、九州朝日放送の2社はクロスネット局だった）で「番組交流に関する協定」を締結する。1962年4月に名古屋テレビ放送が開局し、東海テレビがフジテレビのフルネット局に移行。これによりネットワーク拡大の歩調が整った。同年10月1日には、フジテレビジョン、札幌テレビ放送、仙台放送、東海テレビ放送、関西テレビ放送、広島テレビ放送、九州朝日放送、沖縄テレビ放送の基幹都市8社（札幌テレビ、仙台放送、広島テレビ、九州朝日放送はクロスネット局、沖縄テレビはNHKを含めたオープンネット局）を結ぶ幹線ネットワークが確立した。効率的な幹線ネットワークは業績面で大きな効果を発揮し、フジテレビは後発局でありながら先行する日本テレビを凌駕し、ラジオ東京テレビ（現：TBSテレビ）に肉薄した。
1964年10月、フジテレビの社長に就任した鹿内信隆（のちフジサンケイグループ初代議長）は、UHFの解放に乗じたフジテレビ系列の全国ネットワーク構築を強力に推進した。1969年4月、フジテレビ社内にFNS事務局が発足した。1970年1月にはFNSの規約を制定され、6月には『季刊FNS』が創刊された。全国各地にUHF新局が相次いで開局し、1971年には系列局は27社と急増し、民放最大のネットワーク体制となった。同年5月、フジテレビは社内に「ネットワーク局」を新設し、初代局長に郵政省出身の横田隆（のちにテレビ熊本会長を歴任）が就任した。1997年4月にさくらんぼテレビジョン、高知さんさんテレビが開局し、現在の28社体制が完成した。

### 現況
FNSには、28社（フルネット局26社、クロスネット局2社。基幹局はフジテレビ、北海道文化放送、仙台放送、テレビ静岡、東海テレビ、関西テレビ、テレビ新広島、テレビ西日本の8社で構成される。基幹局各社は日曜16時台の特番枠で、最低年に1回、自社制作による全国ネット特番を放送している（バラエティーに関してはフジテレビを除く）。
上述のクロスネット局2局含めた系列28局はすべて、ACジャパン（旧・公共広告機構）の正会員企業の一つであり、28社含む計1000社以上の民間企業・団体が所持する資源を少々出し、キー局のフジテレビにおいて不祥事が発生したり、自然災害や激甚災害が発生した場合などを中心に広告としてテレビのコマーシャルメッセージなどを通じて同団体の公共広告を放映・展開している。
系列局数はNNN（日本テレビ系列）、JNN（TBS系列）に次ぐ3番目で、全ての系列局がテレビ単営局となっている。FNS系列局の多くはフジ・メディア・ホールディングスの連結子会社もしくは関連会社となっており、開局時よりフジサンケイグループ、阪急阪神東宝グループ、中日新聞社、北海道新聞社、西日本新聞社の各社と人的・資本の両面で緊密な関係を有している。
ネットスポンサーが無い一部の番組（特にローカルセールス枠）は、局によっては非ネットの場合がある。また、広域放送各局（特にフジテレビ・関西テレビ・東海テレビ）の都合により放送されない一部の（地方のFNS加盟局制作の）番組は、その広域放送局がある当該地域の地上独立テレビ局がFNSの番組を購入して放送している場合もある。

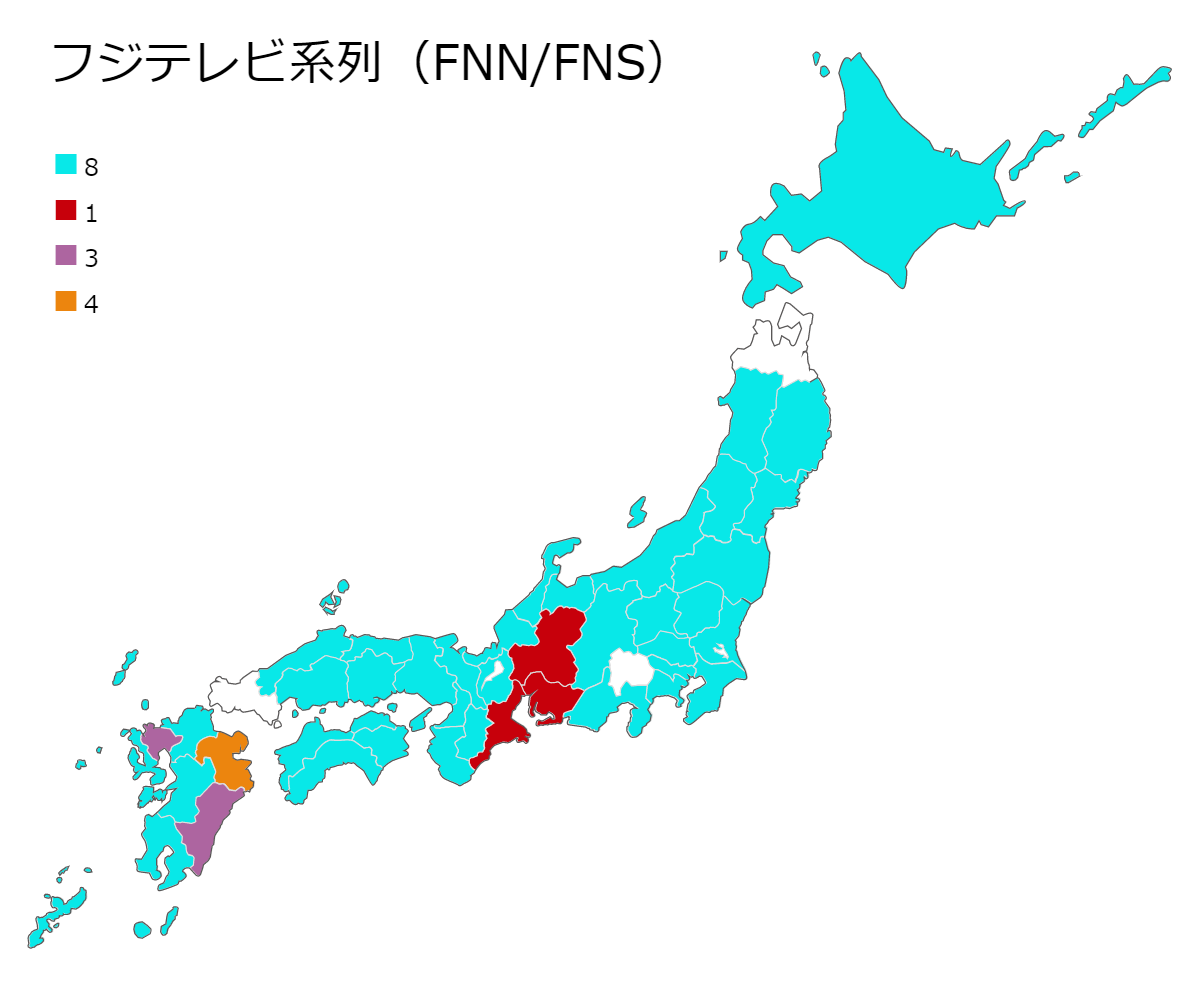
フジテレビ系列のリモコンキーID地図 水色■：8 赤■：1 紫■：3 橙■：4 白■：なし

地上デジタル放送のリモコンキーIDは、東海テレビ・サガテレビ・クロスネット局を除き、各局「8」で統一されている。

## 沿革
- 1959年（昭和34年）6月1日 - フジテレビ（CX）、東海テレビ（THK）、関西テレビ（KTV）、九州朝日放送（KBC）の4社で「番組交流に関する協定書」を締結。
- 1962年（昭和37年）10月1日 - フジテレビ、仙台放送（OX）、東海テレビ、関西テレビ、広島テレビ（HTV）、九州朝日放送の6局基幹ネットが完成。
- 1964年（昭和39年）10月1日 - 福岡地区が九州朝日放送からテレビ西日本（TNC）にネットチェンジ。
- 1966年（昭和41年）10月3日 - フジニュースネットワーク（FNN）協定成立。
- 1969年（昭和44年）
  - 4月1日 - FNS事務局創設。
  - 10月1日 - フジネットワーク（FNS）発足。加盟20社[注 5]。その中でも秋田テレビ（AKT）、福井テレビ（FTB）がこの日開局。
  - 12月10日 - テレビ愛媛（EBC）が開局し加盟。
- 1970年（昭和45年）
  - 4月1日 - 山形テレビ（YTS）[注 6]、福島中央テレビ（FCT）、山陰中央テレビ（TSK）、テレビ山口（tys）、テレビ大分（TOS）が開局し加盟。
  - 10月1日 - 仙台放送（OX）がFNN・FNSに完全一本化[注 7]。
- 1971年（昭和46年）10月1日 - 福島テレビ（FTV）が加盟[注 8]。福島中央テレビがネット離脱。
- 1972年（昭和47年）
  - 4月1日 - 北海道文化放送（UHB）が開局し加盟、札幌テレビが離脱。また、テレビ宮崎（UMK）が正式加盟[注 9]。
  - 5月15日 - 沖縄テレビ放送（OTV）が正式加盟[注 10]。
- 1973年（昭和48年） - シンボルマーク制定（制作：永井一正）。
- 1974年（昭和49年） - FNSチャリティキャンペーンスタート。
- 1974年（昭和49年）12月 - 第1回FNS歌謡祭を開催。
- 1975年（昭和50年）
  - 10月1日 - テレビ新広島（TSS）が開局し加盟、広島テレビが離脱。
- 1979年（昭和54年）4月1日 - 岡山放送（OHK）がFNN・FNSに完全一本化[注 11]。
- 1983年（昭和58年）
  - 4月1日 - 福島テレビがFNN・FNSに完全一本化[注 12]。
  - 10月1日 - 新潟総合テレビ（NST）がFNN・FNSに完全一本化[注 13]。
- 1987年（昭和62年）
  - 4月1日 - 秋田テレビ（AKT）がFNN・FNSに完全一本化[注 14]。
  - 7月18日 - 第1回FNSの日「FNSスーパースペシャル1億人のテレビ夢列島」放送。
- 1989年（平成元年）10月1日 - テレビ熊本（TKU）がFNN・FNSに完全一本化[注 15]。
- 1990年（平成2年）3月31日 - テレビ山口がFNS離脱[注 16]。
- 1991年（平成3年）4月1日 - 岩手めんこいテレビ（mit）が開局し加盟。また、テレビ長崎（KTN）がFNN・FNSに完全一本化[注 17]。
- 1993年（平成5年）3月31日 - 山形テレビがネット離脱、翌日4月1日からANNにネットチェンジ。
- 1994年（平成6年）4月1日 - 鹿児島テレビ（KTS）がFNN・FNSに完全一本化[注 18]。
- 1997年（平成9年）4月1日 - さくらんぼテレビ（SAY）と高知さんさんテレビ（KSS）が開局し加盟。過去最大の28社体制となる。
- 2001年（平成13年） - 公式ホームページ開設。

## 加盟局

### 現在の加盟局
この表は、地域や都道府県の配列に際し、日本民間放送連盟公式サイト「会員社」ページ の表記に準じて記載している（一部に例外あり）。
- 県庁所在地など県の広い範囲でケーブルテレビによりデジタル放送が視聴できる場合は脚注にて記載。

| エリア     | 略称 / ID | 社名                     | 開局日         | FNS加盟日           | 備考 |
| ---------- | --------- | ------------------------ | -------------- | ------------------- | --- |
| 北海道     | UHB 8     | 北海道文化放送           | 1972年4月1日   | 1972年4月1日        | 基幹局。 |
| 青森県     | なし      | なし                     | なし           | なし                | [ 注 19 ] |
| 岩手県     | mit 8     | 岩手めんこいテレビ       | 1991年4月1日   | 1991年4月1日        | |
| 宮城県     | OX 8      | 仙台放送                 | 1962年10月1日  | 1969年10月1日発足時 | 基幹局。 |
| 秋田県     | AKT 8     | 秋田テレビ               | 1969年10月1日  | 1969年10月1日       | 秋田県はJNN系列局が存在しないため、同県内のGガイド の番組データの配信を行っている。 |
| 山形県     | SAY 8     | さくらんぼテレビジョン   | 1997年4月1日   | 1997年4月1日        | |
| 福島県     | FTV 8     | 福島テレビ               | 1963年4月1日   | 1971年10月1日       | [ 注 25 ] [ 注 26 ] |
| 関東広域圏 | CX 8      | フジテレビジョン         | 1959年3月1日   | 1969年10月1日発足時 | キー局、基幹局。 |
| 山梨県     | なし      | なし                     | なし           | なし                | [ 注 28 ] |
| 新潟県     | NST 8     | NST新潟総合テレビ        | 1968年12月16日 | 1969年10月1日発足時 | [ 注 30 ] |
| 長野県     | NBS 8     | 長野放送                 | 1969年4月1日   | 1969年10月1日発足時 | |
| 静岡県     | SUT 8     | テレビ静岡               | 1968年11月1日  | 1969年10月1日発足時 | 基幹局。 |
| 富山県     | BBT 8     | 富山テレビ放送           | 1969年4月1日   | 1969年10月1日発足時 | 旧略称：T34（1993年12月31日まで使用） |
| 石川県     | ITC 8     | 石川テレビ放送           | 1969年4月1日   | 1969年10月1日発足時 | |
| 福井県     | ftb 8     | 福井テレビジョン放送     | 1969年10月1日  | 1969年10月1日       | 福井県はJNN系列局が存在しないため、同県内のGガイド の番組データの配信を行っている。 |
| 中京広域圏 | THK 1     | 東海テレビ放送           | 1958年12月25日 | 1969年10月1日発足時 | 基幹局。 |
| 近畿広域圏 | KTV 8     | 関西テレビ放送           | 1958年11月22日 | 1969年10月1日発足時 | 準キー局、基幹局。愛称：カンテレ。大災害等によりフジテレビが機能不全となった場合、当局を発局とした上で全国ネットや関東ローカル向けの放送を行うことがある。詳細はフジニュースネットワーク#災害時の対応を参照。2007年4月、「発掘!あるある大事典II」の捏造（ねつぞう）事件で民放連から除名処分を受けた（2008年10月に復帰）。 |
| 島根県     | TSK 8     | 山陰中央テレビジョン放送 | 1970年4月1日   | 1970年4月1日        | 愛称：さんいん中央テレビ。1972年3月31日まで局名は島根放送株式会社。 1972年9月21日の山陰相互乗り入れまでは島根のみが対象エリアだった。 |
| 鳥取県     | TSK 8     | 山陰中央テレビジョン放送 | 1970年4月1日   | 1970年4月1日        | 愛称：さんいん中央テレビ。1972年3月31日まで局名は島根放送株式会社。 1972年9月21日の山陰相互乗り入れまでは島根のみが対象エリアだった。 |
| 岡山県     | OHK 8     | 岡山放送                 | 1969年4月1日   | 1969年10月1日発足時 | [ 注 33 ] |
| 香川県     | OHK 8     | 岡山放送                 | 1969年4月1日   | 1969年10月1日発足時 | [ 注 33 ] |
| 広島県     | TSS 8     | テレビ新広島             | 1975年10月1日  | 1975年10月1日       | 基幹局。 |
| 山口県     | なし      | なし                     | なし           | なし                | [ 注 34 ] [ 注 35 ] |
| 徳島県     | なし      | なし                     | なし           | なし                | [ 注 36 ] |
| 愛媛県     | EBC 8     | テレビ愛媛               | 1969年12月10日 | 1969年12月10日      | |
| 高知県     | KSS 8     | 高知さんさんテレビ       | 1997年4月1日   | 1997年4月1日        | |
| 福岡県     | TNC 8     | テレビ西日本             | 1958年8月28日  | 1969年10月1日発足時 | 基幹局。 |
| 佐賀県     | STS 3     | サガテレビ               | 1969年4月1日   | 1969年10月1日発足時 | 佐賀県唯一の地元民放テレビ局のため、同県内のデジタルGガイド の番組データの配信を行っている。なお、かつてのアナログGガイド の番組データの配信はJNN系列局のRKB毎日放送 が対応していた。 |
| 長崎県     | KTN 8     | テレビ長崎               | 1969年4月1日   | 1969年10月1日発足時 | [ 注 40 ] |
| 熊本県     | TKU 8     | テレビ熊本               | 1969年4月1日   | 1969年10月1日発足時 | 愛称：テレビくまもと。 |
| 大分県     | TOS 4     | テレビ大分               | 1970年4月1日   | 1970年4月1日        | NNN/NNSとのクロスネット局。 |
| 宮崎県     | UMK 3     | テレビ宮崎               | 1970年4月1日   | 1972年4月1日        | NNNとANNとのクロスネット局。 |
| 鹿児島県   | KTS 8     | 鹿児島テレビ放送         | 1969年4月1日   | 1969年10月1日発足時 | |
| 沖縄県     | OTV 8     | 沖縄テレビ放送           | 1959年11月1日  | 1972年5月15日       | NNN/NNS系列局が存在しない沖縄県において同系列との提携関係があり、同系列の番組を一部時差ネットをしている他、毎年夏放送の24時間テレビ、全国高等学校クイズ選手権および年末年始の全国高等学校サッカー選手権大会にも参加している。                                                                                             |

### 過去の加盟局
●印は加盟当時メインネットであった。
| エリア | 略称 | 社名            | FNS加盟期間                       | 備考（脱退の理由など） | 現在の所属系列 |
| ------ | ---- | --------------- | --------------------------------- | --- | -------------- |
| 北海道 | STV  | 札幌テレビ放送  | 1969年10月1日発足 - 1972年3月31日 | 北海道文化放送開局に伴い脱退。同局はFNSでは唯一のラテ兼営局だったが、FNNに非加盟だった。 その後、2010年代初頭に当時の社長・鈴木輝志によりフジテレビ系列へのネットチェンジが画策されたが、筆頭株主の日本テレビに阻止され、実現しなかった。 | NNN/NNS        |
| 山形県 | YTS  | 山形テレビ●     | 1970年4月1日開局 - 1993年3月31日  | 経営難の影響と他系列（日本テレビ系列）とのクロスネット編成解消を理由に、ANN（テレビ朝日）フルネット局へネットチェンジ。 | ANN            |
| 福島県 | FCT  | 福島中央テレビ● | 1970年4月1日開局 - 1971年9月30日  | 新聞資本の意向による ネット整理のため、福島テレビに譲る形で脱退。 ただし、脱退後も福島テレビで未放送の番組を個別に番販購入した例があった。 | NNN/NNS        |
| 広島県 | HTV  | 広島テレビ放送● | 1969年10月1日発足 - 1975年9月30日 | テレビ新広島開局に伴い脱退。 | NNN/NNS        |
| 山口県 | tys  | テレビ山口      | 1970年4月1日開局 - 1990年3月31日  | フジテレビからのFNN加盟要請を拒否したことにより1987年9月30日を以て事実上のFNS離脱。以後も番組販売・個別交渉の形で一部の番組のネット受けを行っていた。なお、フジテレビはこの前後にも系列外ではあるが当時資本関係があり、スポーツニュース番組のネット受けも行うなど関係が深かった山口放送（当時は日本テレビ系列とテレビ朝日系列のクロスネット）にFNN加盟を打診していた。 | JNN            |

### 現在の主な非加盟局
| エリア            | 略称 | 社名             | 備考（加盟しなかった理由など） | 現在の所属系列 |
| ----------------- | ---- | ---------------- | --- | -------------- |
| 北海道            | HTB  | 北海道テレビ放送 | フジテレビ（FNN・FNS）系列となることが有力視されていたが、当時NNN・FNSクロスネットの札幌テレビ放送（STV）の反発や、NETテレビ（現・テレビ朝日）のバックアップ、そして北海道第4局の割り当ても確定したことから最終的にテレビ朝日（ANN）系列を選択したため。                       | ANN            |
| 青森県 （開局順） | ATV  | 青森テレビ       | 開局準備期間にフジテレビと協定を結ぶが、開局直前にテレビ朝日（ANN）/TBS（JNN）系列主体に変更。 | JNN            |
| 青森県 （開局順） | ABA  | 青森朝日放送     | 青森県に民放テレビ第3局の周波数が割り当てられた際はフジテレビがキー局の候補として挙げられていたが、1991年10月1日にANNフルネット局で開局。FNN・FNSのネット化（フルネット・クロスネットとも）は実現せず。                                                                        | ANN            |
| 山梨県            | UTY  | テレビ山梨       | 開局準備期間にフジテレビと協定を結ぶが、開局直前にTBS（JNN）系列主体に変更。 | JNN            |
| 関西広域圏        | MBS  | 毎日放送         | 高橋信三と鹿内信隆との親交関係や、ラジオでのニッポン放送・文化放送との結びつきから、開局当初ネットワークを組むことを考慮していたがフジテレビと文化放送の社長を既に兼務していた水野成夫が産経新聞社長も兼務することになり産経新聞が免許申請した関西テレビジョンを選択したため。 | JNN            |
| 山口県            | KRY  | 山口放送         | テレビ山口のフジテレビ系列を脱退した当時、フジテレビが山口放送の上位株主になるなど関係が深かったため、テレビ山口のネットチェンジに合わせて山口放送にフジテレビ系列（FNN/FNS）加盟による3系列クロスネット化を打診したことがあった。                                             | NNN/NNS        |
| 高知県            | KUTV | テレビ高知       | 開局準備期間にフジテレビと協定を結ぶが、開局直前にTBS（JNN）系列主体に変更。 | JNN            |

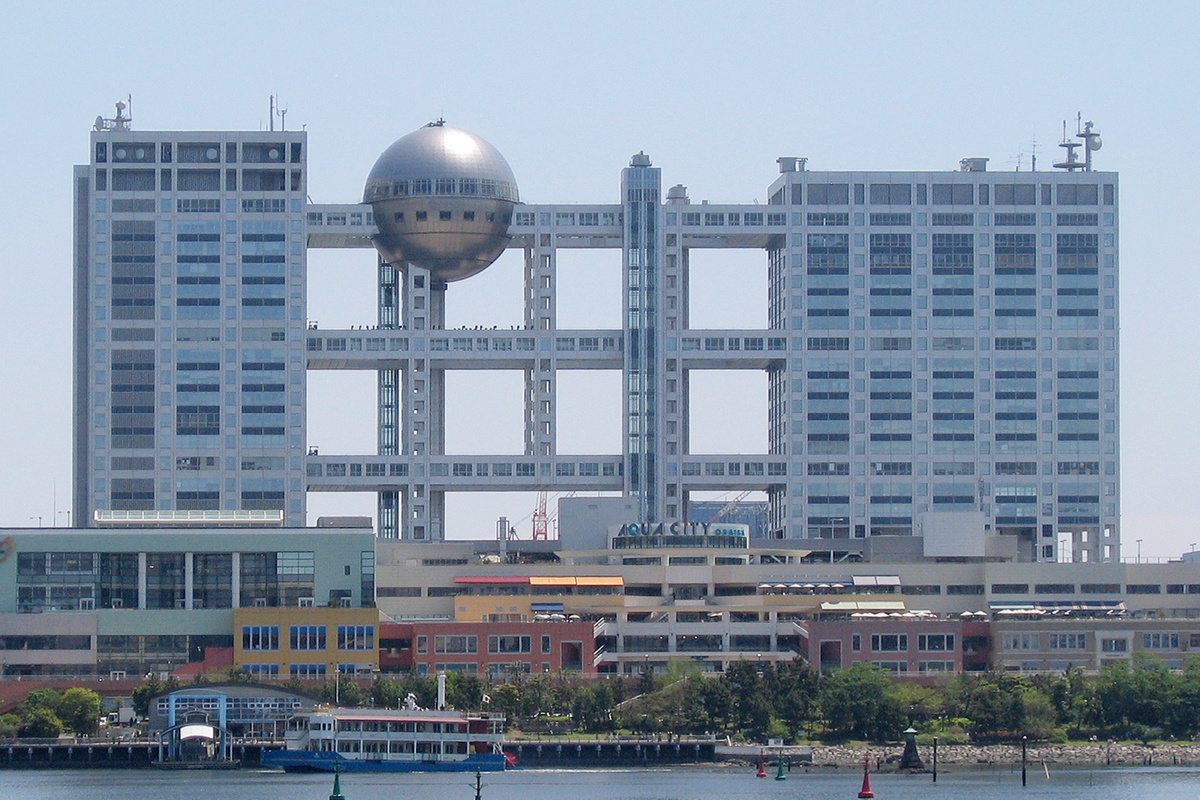
FNSの在京キー局：フジテレビジョン（東京都港区台場2丁目、FCGビル（フジテレビ本社ビル））
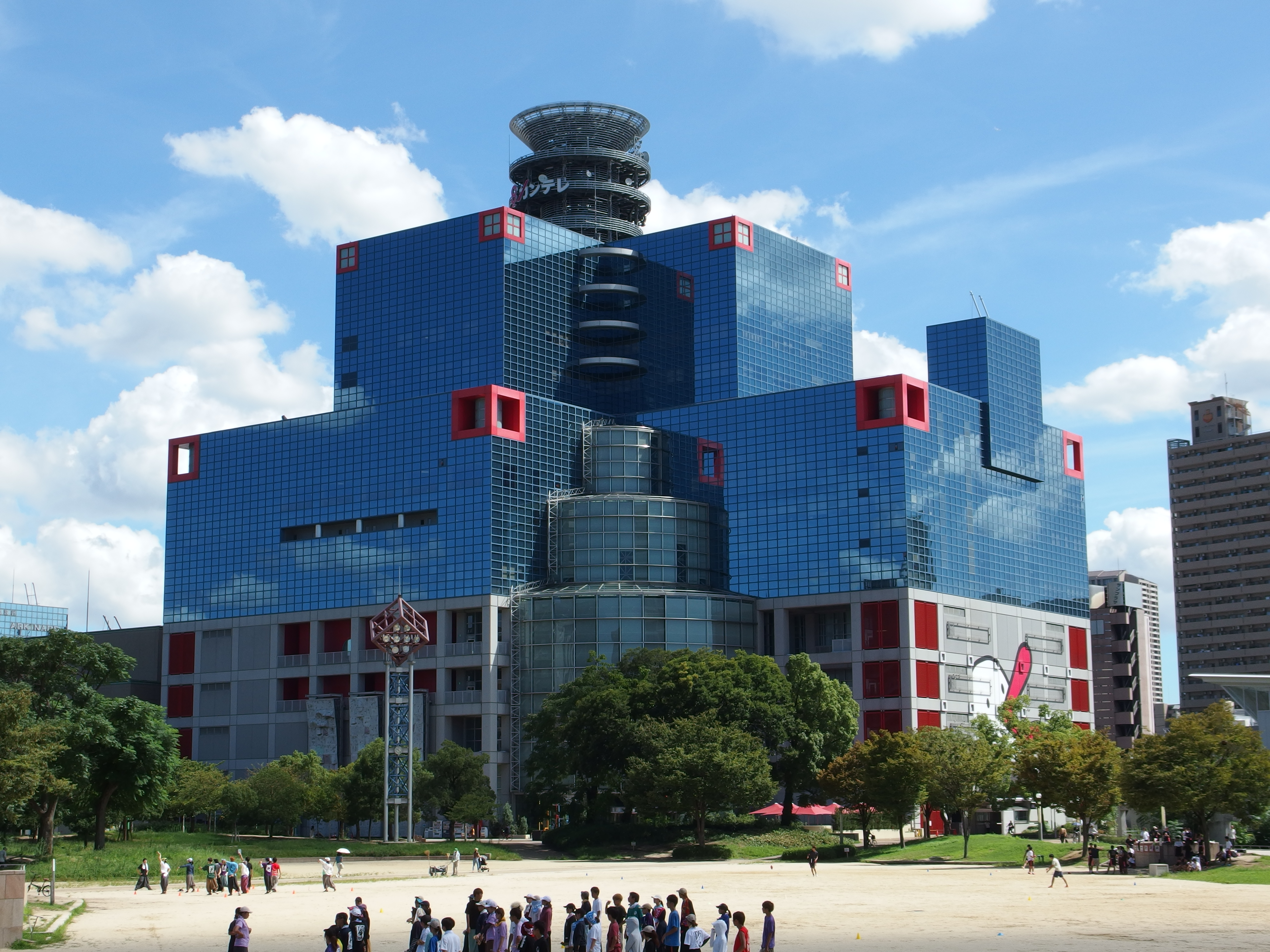
FNSの在阪準キー局：関西テレビ放送（大阪府大阪市北区扇町、カンテレ扇町スクエア）
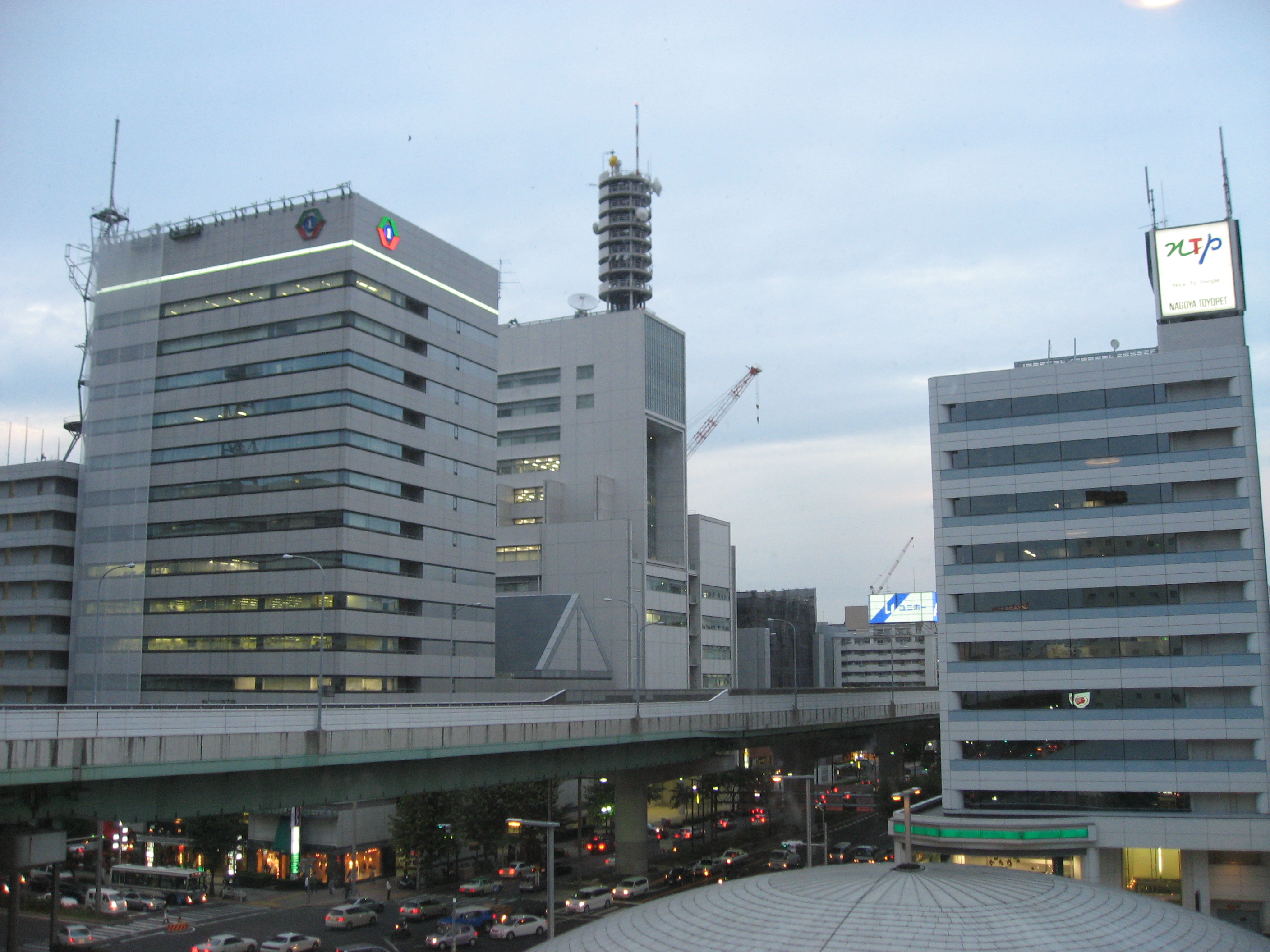
FNSの在名基幹局：東海テレビ放送（愛知県名古屋市東区東桜）
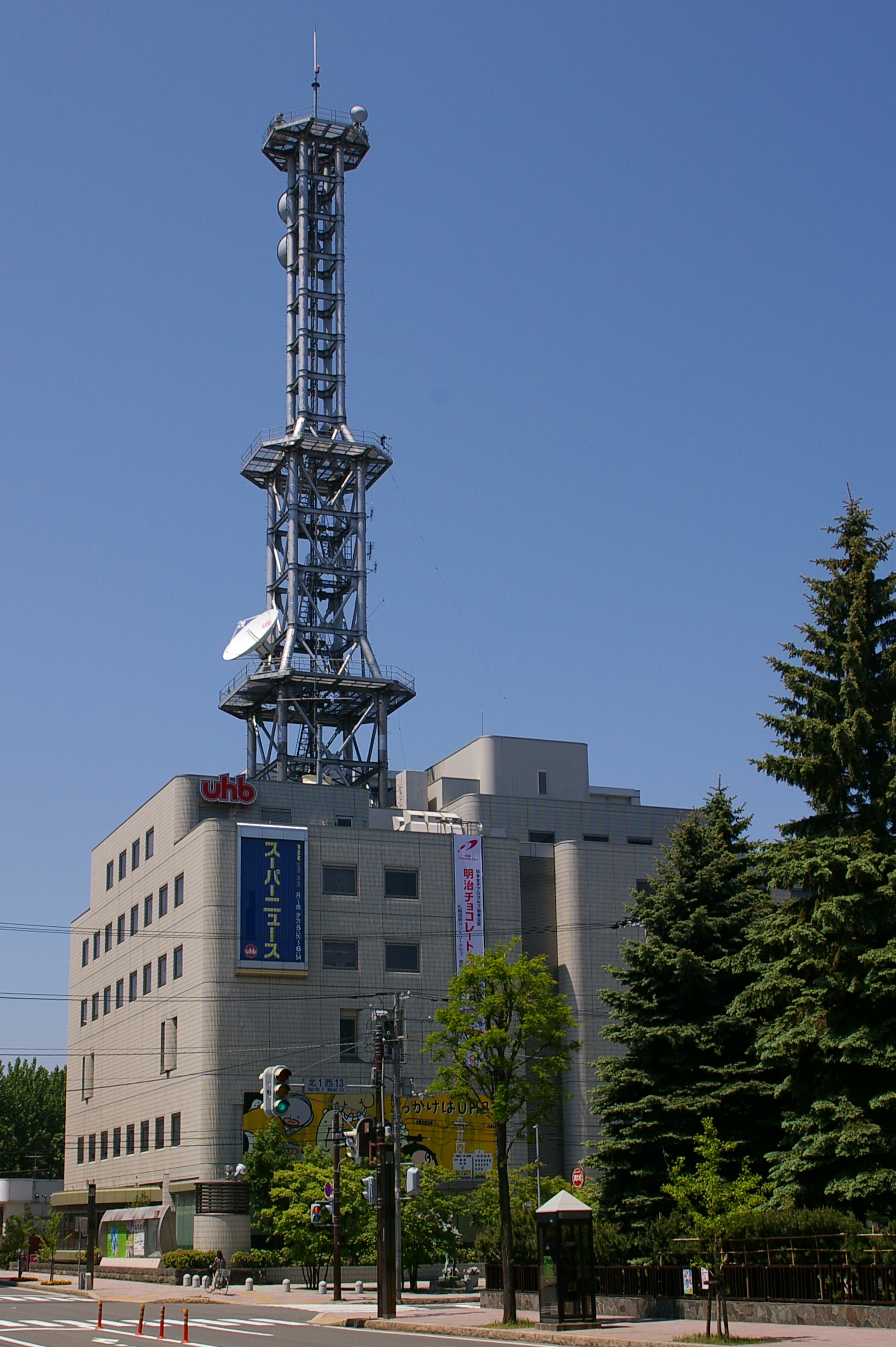
FNSの在札基幹局：北海道文化放送（北海道札幌市中央区北1条西）
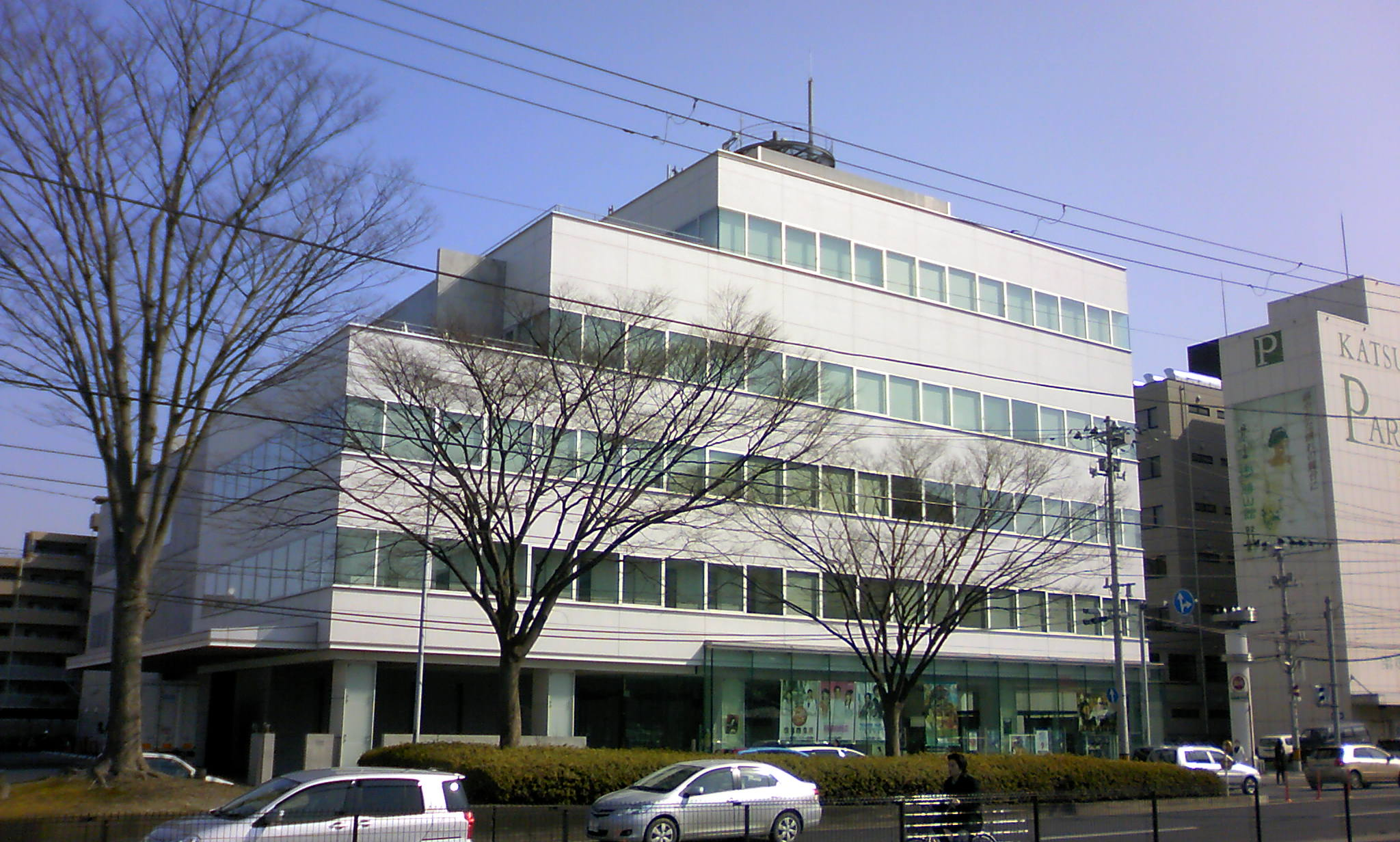
FNSの在仙基幹局：仙台放送（宮城県仙台市青葉区上杉）
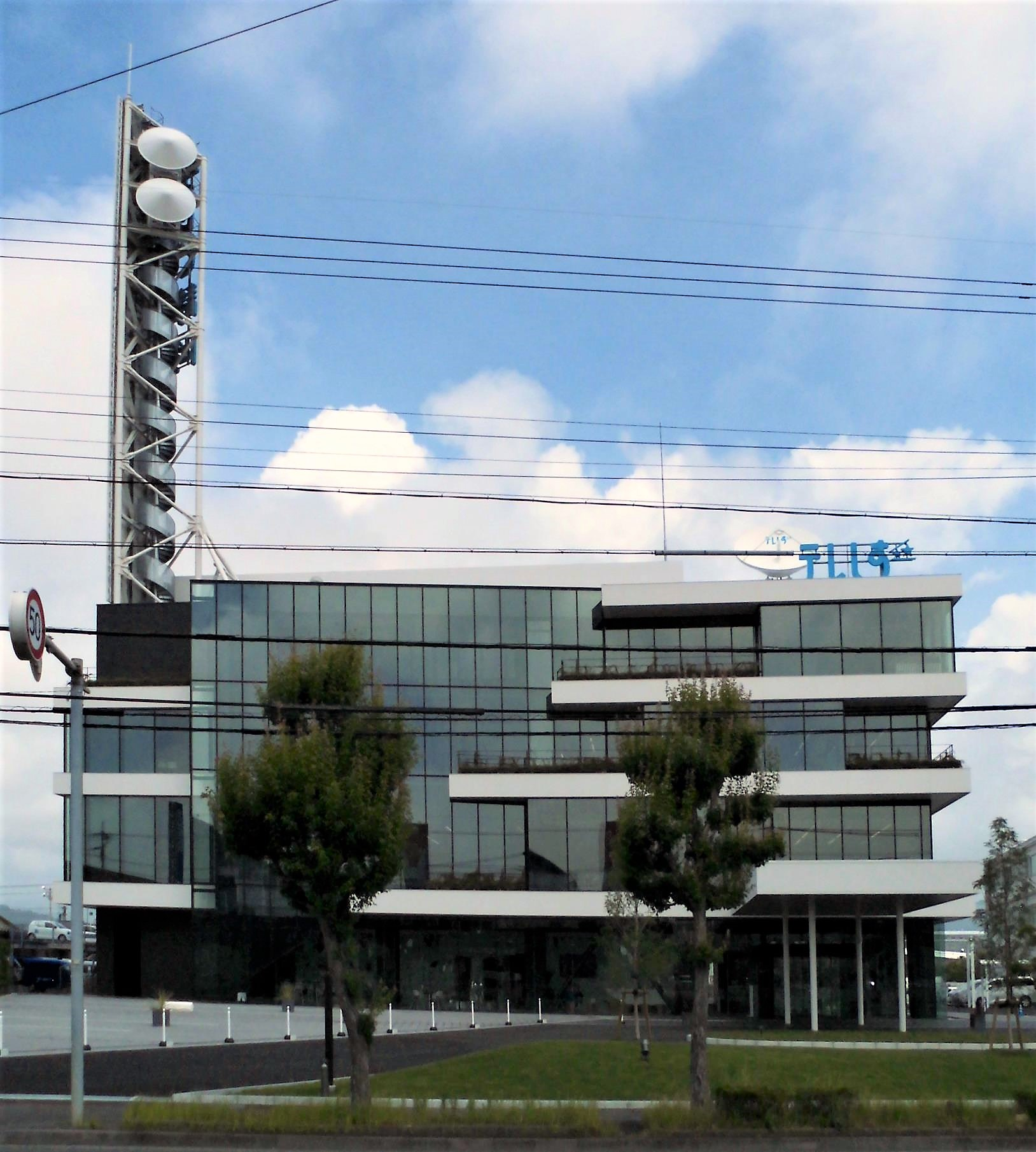
FNSの在静基幹局：テレビ静岡（静岡県静岡市駿河区栗原）
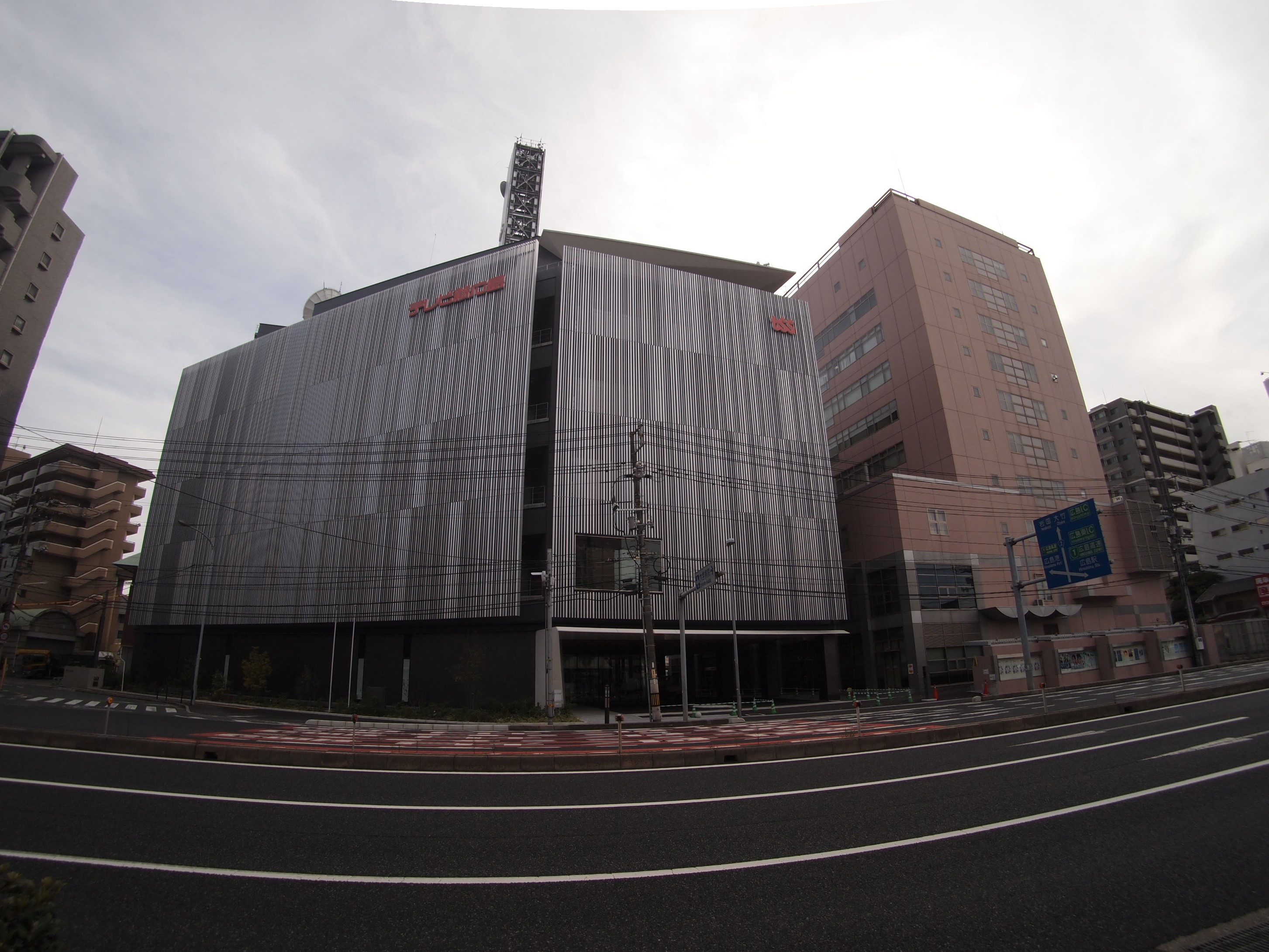
FNSの在広基幹局：テレビ新広島（広島県広島市南区出汐）
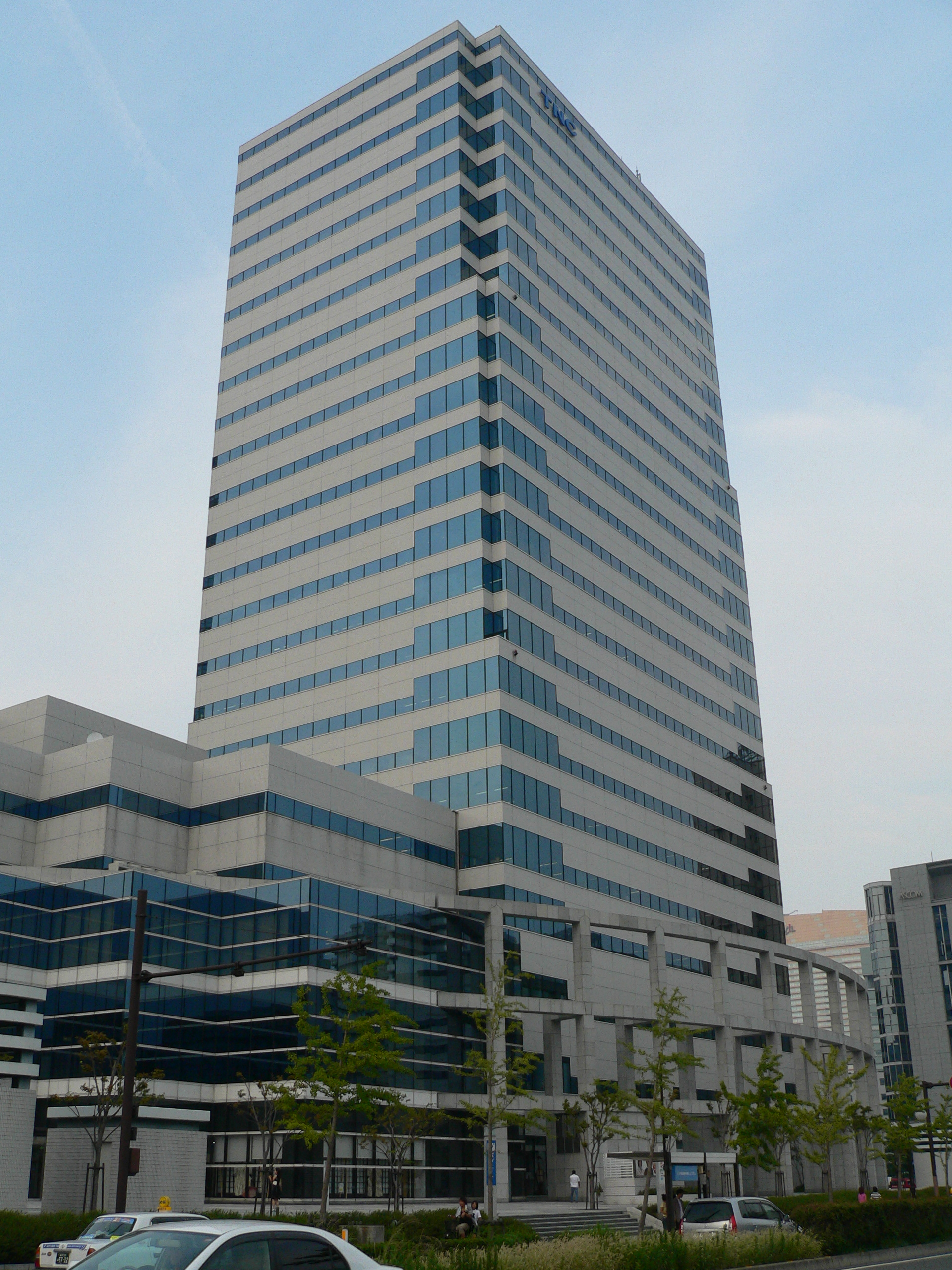
FNSの在福基幹局：テレビ西日本（福岡県福岡市早良区百道浜、TNC放送会館）

## シンボルマーク等
- 1973年に制定されたシンボルマークは、地球にひろがる電波のイメージと、和の力を大切にするネットワークの意味が込められている。
- 1990年代頃は、カラフルなCGを使用したジングル・アイキャッチを用いた（フジテレビ、仙台放送、長野放送、関西テレビ、テレビ西日本など）。
- 本来は正しくない用法だが、単に「FNS」と言った場合は『FNS歌謡祭』やその派生番組を指す場合がある。

### 広報誌
- 毎年3月・9月下旬に広報誌「FNS」（FNS PR委員会）を発行している。
  - FNS系列全局が関わる「春高コーチングキャラバン」や「FNSの日」の特集や新社長の紹介及びインタビューなどを紹介している。
- 同様にFNS九州・沖縄8社は「FNS九州・沖縄」を（別途）発行している。

### キャンペーン・プロジェクト
- FNSチャリティキャンペーン
- HARUKOコーチングキャラバン
- FNS地球環境キャンペーン

## 主な共同ネット番組・企画
一般的な全国ネット番組についてはフジテレビ番組一覧、関西テレビ番組一覧を参照。

### 共同制作番組
- FNSソフト工場 ※各局がそれぞれ制作
- FNSドキュメンタリー大賞 ※各局がそれぞれ制作
- わがまま!気まま!旅気分（BSフジでも放送）※各局がそれぞれ制作
- FNS27時間テレビ（毎年6～11月の間）

### その他の番組
- FNS女子アナスペシャル（毎年1月）
- 春の高校バレー（毎年1月）※共同主催 / 2010年までは毎年3月・青森放送など系列外局も参加。
- FNS歌謡祭（毎年12月）
- FNS歌謡祭 夏（毎年7月下旬～8月）
- FNS歌謡祭 秋（毎年10月）
- FNS歌謡祭 春（毎年3月下旬）
- FNS5000番組10万人総出演 がんばった大賞
- FNS1億2000万人のクイズ王決定戦
- FNS番組コレクション2009

### ブロックネット番組
東北（青森・岩手・宮城・秋田・山形・福島・新潟）
- 今、きらめいて（仙台放送制作、1994年9月18日 - 2001年3月）
- ぼくらの時代（仙台放送制作、2001年4月 - 2005年9月）
- 情熱エンジン（仙台放送制作、2005年10月15日 - 2011年3月11日）

中部（中京・富山・石川・福井・長野・静岡）
- 狙え!キテレツひっと（東海テレビ制作、2002年4月 - 2003年3月）
- ダシヌキ!（東海テレビ制作、2002年7月14日 - 2004年9月25日）
- 物語の始まりへ（石川テレビ制作、2003年10月9日 - ）

近畿・中四国
- 2時ワクッ!（関西テレビ制作、2004年3月29日 - 2005年12月23日）
- F-CUBE（関西テレビ制作、2006年1月9日 - 2006年3月31日） - 『2時ワクッ!』の後継番組
- 走れ!ガリバーくん（関西テレビほか共同制作、1996年4月7日 - 2005年9月25日）
- GO!GO!ガリバーくん（関西テレビ制作、2005年10月2日 - 2006年9月30日） - 『走れ!ガリバーくん』の後継番組
- 親子笑劇場電太郎一家（テレビ新広島制作、1995年4月12日 - 2006年3月19日） - ミニ番組
- 人気もん!（テレビ新広島制作、2005年4月3日 - 2012年3月18日）
- そ〜だったのかンパニー（テレビ新広島制作、2012年4月8日 - ）

九州・沖縄
- ヒューマン九州21（共同制作、九州・沖縄全域）※終了
- ドキュメント九州（共同制作、九州・沖縄全域）
- 匠の蔵（テレビ版） （テレビ西日本制作、九州・沖縄全域）
- 郷土の偉人シリーズ（テレビ熊本制作、1993年 - 、九州）
- Qでん百科（テレビ西日本制作、九州）※終了
- ミレニアム2000〜きらめいて九州〜（共同制作、九州）※終了
- We Love 九州（共同制作、九州）※終了

### イベント
- お台場冒険王 FNSまつり（2003年 - 2008年）
- お台場合衆国（2009年 - 2013年）
- お台場新大陸（2014年)
- お台場夢大陸（2015年 - 2017年）
- THE ODAIBA（2018年 - 2021年）
- オダイバ冒険アイランド（2022年 - ）

### 映画
- LIMIT OF LOVE 海猿（2006年、フジテレビ及びFNS加盟27社・ROBOT・ポニーキャニオン・東宝・小学館）
  - テレビ宮崎と鹿児島テレビが撮影に協力、特に鹿児島テレビは舞台となる事故現場の地元テレビ局として実名で登場した他、同局のアナウンサーも出演。
- 大奥（2006年、フジテレビ及びFNS加盟27社・東映・東映ビデオ）
- アマルフィ 女神の報酬（2009年、フジテレビ及びFNS加盟27社・東宝・電通・ポニーキャニオン・日本映画衛星放送・アイ・エヌ・ピー）
- ライアーゲーム ザ・ファイナルステージ（2010年、フジテレビ及びFNS加盟27社・東宝・集英社）
- THE LAST MESSAGE 海猿（2010年、フジテレビ及びFNS加盟27社・ROBOT・ポニーキャニオン・東宝・小学館・A-team）
- アンダルシア 女神の報復（2011年）
- ロック〜わんこの島〜（2011年）

## 他系列とのキャンペーン
ここでは、2020年時点において日本放送協会（NHK）の地域放送局や他系列の放送局との共同キャンペーンを記載する。特記がないものはすべて新型コロナウイルスの感染防止や啓発に関するものである。
- 秋田テレビ[18]：NHK秋田放送局、秋田放送、秋田朝日放送
- 富山テレビ放送[18]：NHK富山放送局、北日本放送、チューリップテレビ
- 福井テレビジョン放送：NHK福井放送局、福井放送
- 岡山放送[18]：NHK岡山放送局、NHK高松放送局、西日本放送、瀬戸内海放送、RSK山陽放送、テレビせとうち
- テレビ新広島：中国放送、広島テレビ放送、広島ホームテレビ　「広島4局対抗 ミヤゲキングダム」
- 高知さんさんテレビ[18]：NHK高知放送局、高知放送、テレビ高知　○高知県では新型コロナウイルスに関するキャンペーンのほかに、テレビ視聴を呼びかける「みてみて高知12468」キャンペーンも実施している。
- テレビ西日本[18]：九州朝日放送、RKB毎日放送、福岡放送、TVQ九州放送
- テレビ宮崎[18]：NHK宮崎放送局、宮崎放送

## 番組販売協力局
● - フジテレビの日曜競馬中継を同時ネットする場合あり。
- 青森県
  - 青森放送（RAB）● - 日本テレビ系列
  - 青森朝日放送（ABA） - テレビ朝日系列
  - 青森テレビ（ATV）● - TBS系列[注 58]
- 山梨県
  - 山梨放送（YBS） - 日本テレビ系列かつ山梨日日新聞傘下の放送局ではあるが、山梨県で行われるフジサンケイクラシックに特別協力するほか[19]、FNSが主催する『春の高校バレー』の県大会主催者に加わるなど、フジサンケイグループとも関わりがある。
  - テレビ山梨（UTY） - TBS系列[注 59]
- 三重県
  - 三重テレビ放送（MTV） - 独立局。「東海テレビ放送」資本参加。
- 京都府
  - 京都放送（KBS京都）- 独立局。「関西テレビ放送」「フジ・メディア・ホールディングス」資本参加。関西テレビで（編成の都合上）放送されない一部番組を放送。なお、（社名が後株でラジオ単営だった時代の）京都放送は関西テレビの設立母体の一つだった。
- 兵庫県
  - サンテレビジョン（SUN） - 独立局、関西テレビで（編成の都合上）放送されない一部番組を放送。
- 山口県
  - テレビ山口（tys） - TBS系列。前述の通り、過去はFNSに加盟していたこともあり、FNSが主催する『春の高校バレー』の県大会主催者に加わるなどの関係が残っている[注 58]。
  - 山口放送（KRY） - 日本テレビ系列。一貫してFNN・FNSには非加盟だが、過去にフジテレビと資本・人的関係が存在した。
- 徳島県
  - 四国放送（JRT） - 日本テレビ系列
- 大分県
  - 大分放送（OBS） - TBS系列。テレビ大分で（編成の都合上）放送されない一部のフジテレビ系番組を放送している（同局は日本テレビ系列とのクロスネット局のため）[注 59]。

過去（フジテレビ系列新局の開局による縮小・解消を除く）
- 和歌山県
  - テレビ和歌山（WTV） - 独立局。関西テレビで（編成の都合上）放送されない一部番組を放送していたが、2022年1月時点ではテレビ東京系列以外の他系列番組の放送が減少したことから、フジテレビ系列番組の放送が途絶えている。
- 山口県
  - 山口朝日放送（yab） - テレビ朝日系列。編成によりバラエティなどの遅れネット番組を購入したことがあるが、2022年1月現在は再放送番組のみとなっている。